# Инфицирование вирусом иммунодефицита человека
ВИЧ может содержаться практически во всех биологических жидкостях организма. Однако достаточное для заражения количество вируса присутствует только в крови, лимфе, сперме, влагалищном секрете, предсеменной жидкости, отделяемом от ран, цереброспинальной жидкости, содержимом трахеи, содержимом плевральной полости и грудном молоке.

## Пути передачи
Заражение может произойти при попадании опасных биожидкостей непосредственно в крово- или лимфоток человека, а также на повреждённые кожу и слизистые оболочки (что обусловливается всасывающей функцией слизистых). Поэтому особенно опасной формой полового акта для принимающего партнёра является незащищённый анальный секс, так как при этой форме возникает наибольшее число мелких и крупных повреждений. Если кровь ВИЧ-инфицированного попадает на открытую рану другого человека, из которой кровь течёт, заражения, как правило, не происходит. С другой стороны, заражение возможно и в случае неповреждённой слизистой оболочки, так как слизистая содержит значительное количество дендритных клеток (в том числе, клеток Лангерганса), которые могут играть роль «переносчиков» вирусных частиц в лимфатические узлы.
Бытовым путём заражения не происходит. Вирус быстро погибает вне организма носителя, он чувствителен к воздействию температуры (снижает инфекционные свойства при температуре 56 °С, погибает через 10 минут при нагревании до 70-80 °С).
Однако при внутривенных инъекциях вероятность передачи вируса очень велика — до 95 %. Чтобы снизить вероятность передачи ВИЧ (до долей процента) в таких случаях, врачи назначают четырёхнедельный курс антиретровирусной терапии. Химиопрофилактика может быть назначена и другим лицам, подвергшимся риску инфицирования. Химиотерапия назначается не позднее чем через 72 часа после вероятного проникновения вируса.
Многократное использование шприцев и игл наркопотребителями с большой вероятностью приводит к передаче ВИЧ. Для предотвращения этого создаются специальные благотворительные пункты, в которых наркопотребители могут получить бесплатно чистые шприцы в обмен на использованные. К тому же молодые наркопотребители почти всегда сексуально активны и склонны к незащищённым половым контактам, что создаёт дополнительные предпосылки для распространения вируса.
Данные о передаче ВИЧ при незащищённом половом контакте по различным источникам сильно отличаются. Риск передачи в значительной степени зависит от типа контакта (вагинальный, анальный, оральный и т. д.) и роли партнёра (вводящая сторона/принимающая сторона).
|                     | оральный | вагинальный | анальный |
| ------------------- | -------- | ----------- | -------- |
| Вводящий партнер    | 0,5      | 5           | 6,5      |
| Принимающий партнер | 1        | 10          | 50       |

Защищённый половой акт, при котором произошёл разрыв презерватива или была нарушена его целостность, считается незащищённым. Чтобы свести к минимуму такие случаи, необходимо исполнять правила пользования презервативами, а также использовать надёжные презервативы.
Возможен также вертикальный путь передачи от матери к ребёнку. При профилактике с помощью АРВТ риск вертикальной передачи вируса может быть снижен до 1,2 %.
Содержание вируса в других биологических жидкостях — слюне, слезе — ничтожно мало; нет информации о случаях заражения через слюну, слёзы, пот, если нет повреждений и трещин на коже и слизистой у людей, на которых эти жидкости попадают, или в указанных жидкостях отсутствует кровь, лимфа, некоторые секреты (слизь из влагалища, сперма, предсеменная жидкость (выделяемая на протяжении всего полового акта), грудное молоко, отделяемое из ран, цереброспинальная жидкость, содержимое трахеи, плевральной полости и др.) больных ВИЧ-инфекцией.
Грудное вскармливание может стать причиной заражения, так как грудное молоко содержит ВИЧ, поэтому ВИЧ-положительным матерям не рекомендуют кормить детей грудью.
ВИЧ не передаётся через:
- укусы комаров и большинства насекомых[5], воздух, рукопожатие (при отсутствии открытых повреждений кожи), поцелуй (любой, но при отсутствии кровоточащих повреждений и трещин на губах и в полости рта), бытовым путём (через посуду, одежду, пользование ванной, туалетом, плавательным бассейном)[6].

Пути заражения (среди всего населения):
- Половой — при анальном (вероятность заражения пассивного партнёра после одного полового контакта — 1 %, активного — 0,06 %), вагинальном (вероятность заражения пассивного партнёра после одного полового контакта — 0.01—0.32 %, активного — 0.01—0.1 %)[7] и оральном (вероятность заражения пассивного партнёра после одного полового контакта — 0,03 %)[8][9] сексе, независимо от сексуальной ориентации;
- Инъекционный и инструментальный— при использовании загрязнённых вирусом шприцев, игл, катетеров и т. п. — особенно актуальный и проблематичный в среде лиц, употребляющих инъекционные наркотики (наркомания). Вероятность передачи ВИЧ при использовании общих игл составляет 67 случаев на 10 000 инъекций[10]:21.
- Гемотрансфузионный (после переливания инфицированной крови или её компонентов — плазмы, тромбоцитарной, лейкоцитарной или эритроцитарной массы, концентратов крови, факторов свёртывания крови);
- Перинатальный (антенатальный, трансплацентарный — от инфицированной матери; интранатальный — при прохождении ребёнка по инфицированным родовым путям матери);
- Трансплантационный (пересадка инфицированных органов, костного мозга, искусственная инсеминация инфицированной спермой);
- Молочный (заражение ребёнка инфицированным молоком матери);
- Профессиональный и бытовой — заражение через повреждённые кожные покровы и даже неповрежденные слизистые оболочки людей, контактирующих с кровью, лимфой или некоторыми секретами (слизью из влагалища, спермой, грудным молоком, отделяемым из ран, цереброспинальной жидкостью, содержимым трахеи, плевральной полости и др.) больных ВИЧ-инфекцией, так как слизистая содержит значительное количество дендритных клеток (в том числе, клеток Лангерганса), которые могут играть роль «переносчиков» вирусных частиц в лимфатические узлы.
- В то же время, ВИЧ не передается при бытовых контактах через слюну, слёзную жидкость и воздушно-капельным путём, а также через воду или пищу. Данные варианты могут представлять опасность только в том случае, если есть повреждения и трещины на коже и слизистой у людей, на которых эти жидкости попадают, или в указанных жидкостях или способах присутствует кровь, лимфа, некоторые секреты (слизь из влагалища, сперма, предсеменная жидкость, грудное молоко, отделяемое из ран, цереброспинальная жидкость, содержимое трахеи, плевральной полости и др.) больных ВИЧ-инфекцией, или создаются иные условия с концентрацией вируса выше пороговых значений.